# Nick Tandy

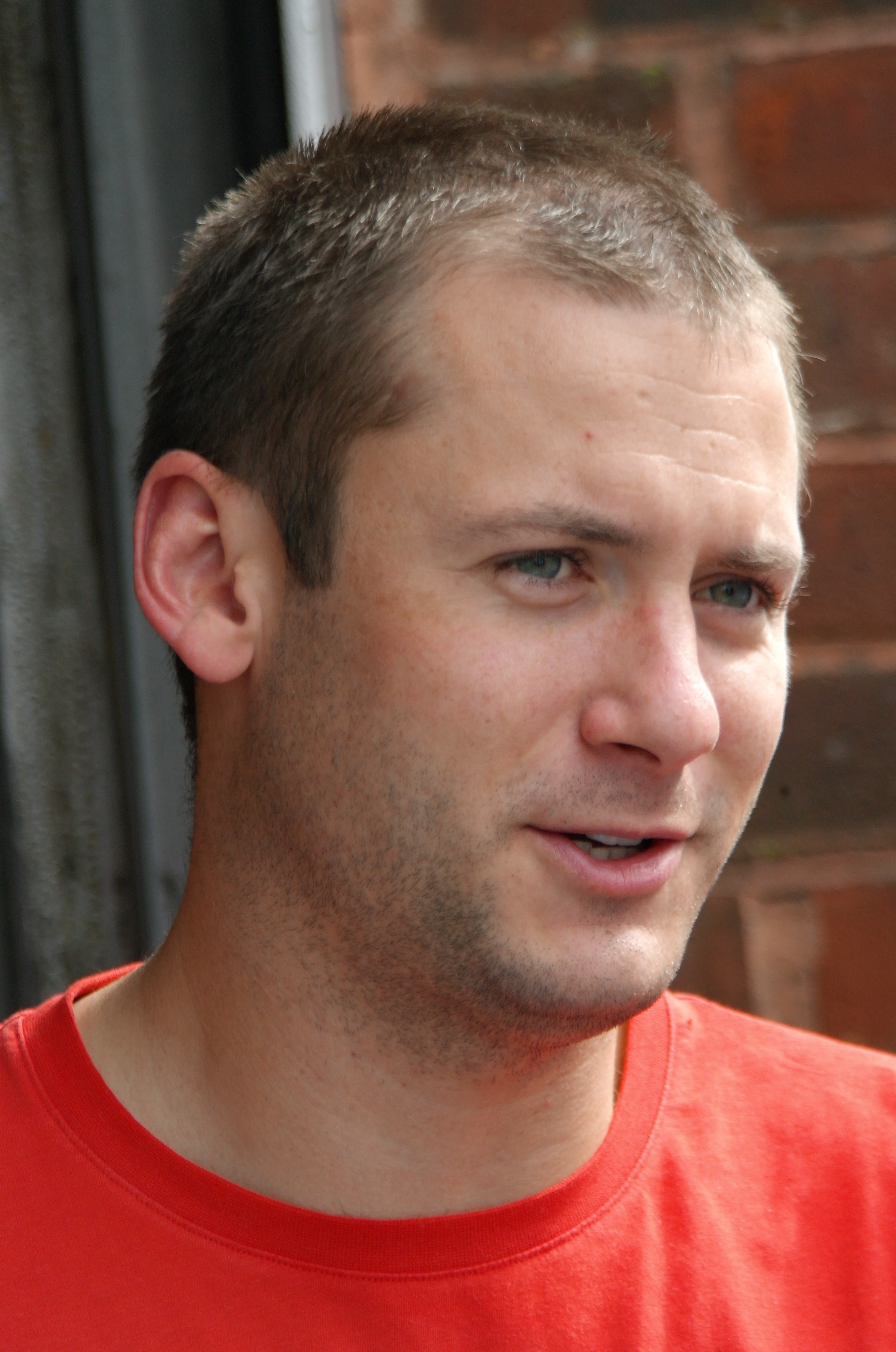
Nick Tandy in 2014.

Nick Tandy (Bedford, 5 november 1984) is een Brits autocoureur. 
Hij rijdt nu voor Porsche in het IMSA WeatherTech SportsCar Championship.
In 2015 won hij de 24 uur van Le Mans voor Porsche met teamgenoten Earl Bamber en Nico Hülkenberg.